# Lasse Bo Knudsen
Lass Bo Knudsen (født d. 21. maj 1996) er en dansk ishockeyspiller. Han spiller i øjeblikket for Aalborg Pirates.

## Biografi
Lasse er født og opvokset i Aalborg og spillede for Aalborg IK som ungdomsspiller.
Den 15. maj 2018 offentliggjorde han, via sin Instagram profil, at han og kæresten Maria skulle være forældre til november. Deres datter, Mille, blev født d. 3. december 2018.

## Metal Ligaen

### Aalborg Pirates

#### Sæsonen 2013-14[2]
| Grundspil     | Grundspil | Grundspil | Grundspil   | Grundspil           |
| Kampe spillet | Mål       | Assists   | Point i alt | Udvisnings minutter |
| ------------- | --------- | --------- | ----------- | ------------------- |
| 17            | 0         | 0         | 0           | 6                   |
| Slutspil      |           |           |             |                     |
| Kampe spillet | Mål       | Assists   | Point i alt | Udvisnings minutter |
| -             | -         | -         | -           | -                   |

#### Sæsonen 2014-15[2]
| Grundspil     | Grundspil | Grundspil | Grundspil   | Grundspil           |
| Kampe spillet | Mål       | Assists   | Point i alt | Udvisnings minutter |
| ------------- | --------- | --------- | ----------- | ------------------- |
| 16            | 0         | 0         | 0           | 4                   |
| Slutspil      |           |           |             |                     |
| Kampe spillet | Mål       | Assists   | Point i alt | Udvisnings minutter |
| -             | -         | -         | -           | -                   |

#### Sæsonen 2015-16[2]
| Grundspil     | Grundspil | Grundspil | Grundspil   | Grundspil           |
| Kampe spillet | Mål       | Assists   | Point i alt | Udvisnings minutter |
| ------------- | --------- | --------- | ----------- | ------------------- |
| 32            | 0         | 3         | 3           | 80                  |
| Slutspil      |           |           |             |                     |
| Kampe spillet | Mål       | Assists   | Point i alt | Udvisnings minutter |
| -             | -         | -         | -           | -                   |

#### Sæsonen 2016-17[2]
| Grundspil     | Grundspil | Grundspil | Grundspil   | Grundspil           |
| Kampe spillet | Mål       | Assists   | Point i alt | Udvisnings minutter |
| ------------- | --------- | --------- | ----------- | ------------------- |
| 45            | 3         | 4         | 7           | 99                  |
| Slutspil      |           |           |             |                     |
| Kampe spillet | Mål       | Assists   | Point i alt | Udvisnings minutter |
| 7             | 0         | 0         | 0           | 12                  |

#### Sæsonen 2017-18[2]
| Grundspil     | Grundspil | Grundspil | Grundspil   | Grundspil           |
| Kampe spillet | Mål       | Assists   | Point i alt | Udvisnings minutter |
| ------------- | --------- | --------- | ----------- | ------------------- |
| 47            | 2         | 5         | 7           | 114                 |
| Slutspil      |           |           |             |                     |
| Kampe spillet | Mål       | Assists   | Point i alt | Udvisnings minutter |
| 17            | 0         | 1         | 1           | 14                  |

#### Sæsonen 2018-19[2]
| Grundspil     | Grundspil | Grundspil | Grundspil   | Grundspil           |
| Kampe spillet | Mål       | Assists   | Point i alt | Udvisnings minutter |
| ------------- | --------- | --------- | ----------- | ------------------- |
| 28            | 2         | 3         | 5           | 69                  |
| Slutspil      |           |           |             |                     |
| Kampe spillet | Mål       | Assists   | Point i alt | Udvisnings minutter |
| 11            | 0         | 0         | 0           | 22                  |

#### Sæsonen 2019-20[2]
| Grundspil     | Grundspil | Grundspil | Grundspil   | Grundspil           |
| Kampe spillet | Mål       | Assists   | Point i alt | Udvisnings minutter |
| ------------- | --------- | --------- | ----------- | ------------------- |
|               |           |           |             |                     |
| Slutspil      |           |           |             |                     |
| Kampe spillet | Mål       | Assists   | Point i alt | Udvisnings minutter |
|               |           |           |             |                     |